# Première circonscription de la préfecture d'Akita
La première circonscription de la préfecture d'Akita (秋田県第1区, Akita-ken dai-ikku) est l'une des trois circonscriptions législatives que compte la préfecture d'Akita au Japon.

## Description géographique
Entre 1994 et 2002, la première circonscription de la préfecture d'Akita regroupait les villes d'Akita et Oga et les districts de Minamiakita et Kawabe (ja).
Entre 2002 et 2013, elle comprenait la ville d'Akita et le district de Kawabe. Depuis 2013, elle correspond à la ville d'Akita,.

## Députés
| Législature | Début de mandat | Fin de mandat | Député élu            | Parti politique | Parti politique |
| ----------- | --------------- | ------------- | --------------------- | --------------- | --------------- |
| 41e         | 1996            | 2000          | Takao Satō (ja)       |                 | Shinshintō      |
| 42e         | 2000            | 2003          | Kōji Futada (ja)      |                 | PLD             |
| 43e         | 2003            | 2005          | Manabu Terata (ja)    |                 | PDJ             |
| 44e         | 2005            | 2009          | Manabu Terata (ja)    |                 | PDJ             |
| 45e         | 2009            | 2012          | Manabu Terata (ja)    |                 | PDJ             |
| 46e         | 2012            | 2014          | Hiroyuki Togashi (ja) |                 | PLD             |
| 47e         | 2014            | 2017          | Hiroyuki Togashi (ja) |                 | PLD             |
| 48e         | 2017            | 2021          | Hiroyuki Togashi (ja) |                 | PLD             |
| 49e         | 2021            | 2024          | Hiroyuki Togashi (ja) |                 | PLD             |
| 50e         | 2024            | -             | Hiroyuki Togashi (ja) |                 | PLD             |